# رامبرگ (راینلاند-فالتس)
رامبرگ (به آلمانی: Ramberg) یک شهر در آلمان است که در زودلیشه واینشتراسه واقع شده‌است. رامبرگ ۱٬۰۲۵ نفر جمعیت دارد.